# ブレインマックス
株式会社ブレインマックス（英称：BRAIN MAX）は、テレビ番組を制作する会社である。

## 概要
代表者兼総合演出、プロデューサー・田口豊（たぐちゆたか）がプロデュースする制作プロダクション会社である。

## 沿革
- 2006年3月　設立
- 2008年12月　株式会社に移行

## 主な制作番組
（凡例）★：スタッフ協力番組

### 現在
TBS系列
- くらべるくらべらー（MBS製作）★
- ジャパーン47ch→ジャパーン47chスーパー!（MBS製作）★

テレビ東京系列
- たけしのニッポンのミカタ!★

### 過去
日本テレビ系列
- 知力・体力・家族の絆 日本列島 大家族クイズ

TBS系列
- 世界バリバリ★バリュー（MBS製作）
- 答えて!メロス（MBS製作）
- 明日使える心理学!テッパンノート（MBS製作）★
- 突撃!地Qウォーカー〜マイク片手に68億人大調査〜（MBS製作）
- 元気家族テレビ となりのマエストロ（MBS製作）★

フジテレビ系列
- ルビンの壷〜賢者のささやき〜

テレビ朝日系列
- キヤノンスペシャル
- 知っ得!歴史の裏側マガジン
- キキミミ
- バグルー!!（メ〜テレ製作）

テレビ東京系列
- 手紙バラエティ 三丁目のポスト（テレビ大阪製作）
- 人間化学反応バラエティー!いきなり二人旅!（テレビ大阪製作）
- 爆問ビジネス研究所★